# Праздники Ирака
Список праздников, официально отмечаемых в Ираке.
| Дата       | Название             | Примечание                               |
| ---------- | -------------------- | ---------------------------------------- |
| 1 января   | День независимости   |                                          |
| 6 января   | День вооружённых сил |                                          |
| 21 марта   | Новруз               | празднуется только в Иракском Курдистане |
| 9 апреля   | День освобождения    | празднуется только в Иракском Курдистане |
| 1 мая      | День труда           |                                          |
| 14 июля    | День Республики      |                                          |
| 3 октября  | Национальный день    |                                          |
| 25 декабря | Рождество Христово   | в порядке эксперимента                   |

Кроме того, в Ираке отмечаются мусульманские праздники.
| Название                          |
| --------------------------------- |
| Мусульманский Новый год           |
| Ашура                             |
| День рождения Пророка             |
| Окончание Рамадана (3 дня)        |
| Праздник жертвоприношения (4 дня) |